# Doňov (nádraží)
Doňov je železniční stanice přibližně kilometr východně od obce Doňov v okrese Jindřichův Hradec v Jihočeském kraji poblíž Doňovského potoka. Leží na jednokolejné elektrizované železniční trati Havlíčkův Brod – Veselí nad Lužnicí (25 kV, 50 Hz AC).

## Historie
Stanice byla vybudována státní společností Českomoravská transverzální dráha (BMTB), jež usilovala o dostavbu traťového koridoru propojujícího již existujících železnic v ose od západních Čech po Trenčianskou Teplou. 3. listopadu 1887 byl zahájen pravidelný provoz v úseku Veselí nad Lužnicí do Jihlavy. Vzhled budovy byl vytvořen dle typizovaného architektonického vzoru shodného pro všechna nádraží v majetku BMTB.
Českomoravská transverzální dráha byla roku 1918 začleněna do sítě ČSD. Elektrická trakční soustava zde byla dána do provozu 28. května 1980.

## Popis
Nacházejí se zde dvě jednostranná úrovňová nástupiště, nástupiště č. 1 je u budovy, k příchodu na nástupiště č. 2 slouží přechody přes koleje.